# Lutfius parva
Lutfius parva är en skalbaggsart som beskrevs av Szito 1994. Lutfius parva ingår i släktet Lutfius och familjen Melolonthidae. Inga underarter finns listade i Catalogue of Life.